# Волынка (Красноярский край)
Волынка — деревня в Боготольском районе Красноярского края России. Входит в состав Юрьевского сельсовета. Находится на правом берегу реки Айдат (приток реки Четь), примерно в 27 км к северо-западу от районного центра, города Боготол, на высоте 219 метров над уровнем моря.

## Население
| 2010 |
| ---- |
| 37   |

По данным Всероссийской переписи, в 2010 году численность населения деревни составляла 37 человек (18 мужчин и 19 женщин).

## Улицы
Уличная сеть деревни состоит из 3 улиц.